# Maus Sabelis
Mouringh (Maus) Willem Sabelis (Haarlem, 14 april 1950 - Surhuisterveen, 7 januari 2015) was een Nederlands bioloog die zich specialiseerde in populatiebiologie. Van 1988 tot en met begin 2015 was hij als hoogleraar populatiebiologie verbonden aan de Universiteit van Amsterdam.

## Biografie
Sabelis voltooide zijn studie ecologische entomologie in 1975 aan de Rijkslandbouwschool, waar hij in 1982 promoveerde op het proefschrift Biological control of two-spotted spider mites using phytoseiid predators. Na zijn promotie werd hij daar aangesteld als universitair docent. Later werd hij aangesteld aan de Universiteit van Leiden, waar hij de functie van universitair hoofddocent diergedrag kreeg toebedeeld. Vier jaar later verliet hij de Universiteit van Leiden en in 1988 werd hij gewoon hoogleraar populatiebiologie aan de Universiteit van Amsterdam. Zijn inauguratie vond echter in 1994 plaats, waarbij hij de rede Natural selection and population dynamics hield. In 2006 werd hij door de Koninklijke Nederlandse Akademie van Wetenschappen benoemd tot academiehoogleraar. In 2011 ontving hij samen met zijn projectgroep van NWO een TOP-subsidie voor het project An invasive herbivore that manipulates host plant defence: plant physiology meets ecology, waarover hij vanuit het Instituut voor Biodiversiteit en ecosysteemdynamica de supervisie had. Op 7 januari 2015 bezweek hij na een ziekteperiode van twee jaar aan kanker.
Sabelis verrichtte onder andere onderzoek naar populatiedynamiek en populatiestructuren. Zo ontdekte hij dat bepaalde plantensoorten chemische stoffen afscheiden wanneer ze door plantetende insecten geconsumeerd worden. Deze stoffen trekken roofinsecten aan. Gedurende zijn onderzoekscarrière werkte hij vooral met mijten. Hij zat in de redactie van de wetenschappelijke tijdschriften Acarologia, Applied Acarology en het International Journal of Acarology. Hij is de auteur of co-auteur van meer dan vierhonderd publicaties.

## Publicaties (selectie)
- M.W. Sabelis & J. Bruin (2010). Trends in acarology: proceedings of the 12th international congress, Dordrecht: Springer
- E.E. Lindquist, M.W. Sabelis & J. Bruin (1996). Eriophyoid mites: their biology, natural enemies, and control, Amsterdam: Elsevier
- W. Helle & M.W. Sabelis (1985). Spider mites, their biology, natural enemies and control Vol. 1A, Amsterdam: Elsevier
- W. Helle & M.W. Sabelis (1985). Spider mites, their biology, natural enemies and control Vol. 1B, Amsterdam: Elsevier
- M.W. Sabelis (1982). Biological control of two-spotted spider mites using phytoseiid predators, Wageningen: Pudoc (proefschrift)
- M.W. Sabelis (1975). Lichtonderschepping in een gewas met rijenstructuur (doctoraalscriptie)

- Bibliothèque nationale de France: cb13517762t (data)
- Gemeinsame Normdatei: 1066613109
- International Standard Name Identifier: 0000 0001 1569 885X
- Library of Congress Control Number: n85184867
- NARCIS: PRS1235953
- Nationale Bibliotheek van Tsjechië: uzp20241236211
- Nationale Bibliotheek van Israël: 987007344678705171
- Nederlandse Thesaurus van Auteursnamen: 068751052
- Système universitaire de documentation: 190855746
- Virtual International Authority File: 49379884
- WorldCat: E39PBJthbTqMywyJ9kgGw6MkjC